# Jindřich z Thurnu
Jindřich Matyáš z Thurnu nebo častěji jen Jindřich Thurn (švédsky Henrik, německy Heinrich von Thurn, 1628 – 19. srpna 1656 u Rigy) byl švédský generálmajor, královský rada, guvernér v Rize a Reveli.

## Život

### Původ a rodina
Jindřich z Thurnu se narodil jako syn švédského generálmajora Františka Bernarda z Thurnu a Pernau (1592–1628) a jeho manželky Magdaleny hraběnky z Hardeku († po roce 1646). Měl mladšího bratra Kristiána, který zemřel jako šestnáctiletý.
Jindřich pocházel ze švédsko-baltského rodu hrabat z Thurnu, Valsassiny a Pernau, kterou založil jeho děd, český protestantský válečník Jindřich Matyáš z Thurnu (1567–1640).

### Manželství
Jindřich se byl dvakrát ženatý. V prvním manželství s Annou Markétou Haugvicovou z Biskupic a v roce 1648 se oženil podruhé v Ueckermünde s Johanou (1623–1661), vdovou po švédském polním maršálovi Johanu Banérovi (1596–1641) a dcerou bádenského markraběte Bedřicha V. (1594–1659) a jeho ženy Barbory Žofie Braniborské (1593–1627). Ze žádného z jeho manželství nejsou známy žádné děti, a tak po Jindřichově smrti vymřela i baltská linie hrabat z Pernau.

### Kariéra
Jindřich byl hrabě z Thurnu, Valsassiny a Pernova (které jeho otec získal v roce 1627), svobodný pán z Kreutzbergu, dědic panství Wellisch, Wisternitz, Göttingen, Loosdorf a Venngarn (který v roce 1653 prodal Magnusovi Gabrielu z la Gardie za 50 000 říšských tolarů).
Jindřich z Thurnu sloužil v armádě v době třicetileté války a v roce 1646 byl velitelem roty u pluku vévody ze Sönderborgu. Na konci války zastával hodnost plukovníka.
V roce 1649 se stal guvernérem Rigy, stejně jako okresů Wenden a Pernau v Livonsku. V roce 1651 byl povýšen na generálmajora. V roce 1653 se stal guvernérem Estonského vévodství a v říjnu také členem švédské říšské rady.
Během ruské invaze do Livonska v roce 1656 byl vrchním velitelem švédských vojsk. Jeho síly nestačily však na přesilu a musel se stáhnout do Rigy, kde padl v bitvě za městskými hradbami. Následně byl posmrtně sťat. Jeho uříznutá hlava byla 25. dubna poslána jeho vdově v krabici vystlané červeným taftem. Poté Švédové koupili jeho tělo a byl pohřben v městském kostele v Rize.